# ケンミン食品
ケンミン食品株式会社（ケンミンしょくひん、KENMIN FOODS CO.,LTD.）は、兵庫県神戸市中央区海岸通に本社を置く、ビーフンを中心とする食品メーカーである。

## 概要
1950年（昭和25年）の創業から、今日に至るまでビーフン専門メーカーとしての地位を築きあげたパイオニア的存在として著名である。また乾燥麺類、中国茶、冷凍食品、ライスパスタ、ライスペーパー等を製造するほか、烏龍茶葉を中国から輸入し、サントリーへ納入している。
社名の由来は台湾出身の創業者で、社長・会長を歴任した高村健民の名にちなむ（四川料理の父・陳建民とは無関係）。ビーフンに始まる米めん開発・製造に精通するプロ集団として知られる。国内流通するビーフンは、他国メーカーの製品（タイ、ベトナム、台湾、中国など、アジア諸国から輸入）も存在するが、およそ7割近くのシェアを占める。
チキンラーメン（日清食品）発売から2年後となる、1960年に誕生した主力商品の「ケンミン焼ビーフン」は世界初の味付きビーフンである。2020年1月、販売期間60年間がギネス世界記録に認定され、「世界で最も長く販売されている焼ビーフンブランド」となった。
本社ビルにて直営の中華料理店「健民ダイニング」、神戸の中華街にて「神戸 南京町 YUNYUN」を経営。また2016年(平成28年)10月、東京都港区六本木にて「健民ダイニング六本木」を開業した。
本社のある神戸ではその知名度はつとに高い。兵庫県や大阪府などで視聴できる独立局のサンテレビでは、かつてほぼ毎日のようにCMが放送されていた（CMについては後述）。

## 沿革
- 1950年（昭和25年）3月：健民商会としてビーフン製造開始
- 1957年（昭和32年）9月：株式会社健民商会に社名変更
- 1960年（昭和35年）：味付きの「ケンミン焼ビーフン」を製造開始
- 1964年（昭和39年）9月：ケンミン食品株式会社に社名変更
- 1968年（昭和43年）5月：東食グループの一員に
- 1985年（昭和60年）8月：「ユンユン」、中華ファーストフード店の先駆けとして開業
- 1995年（平成7年）10月：中華料理レストラン「エイジアンカフェ」開業
- 1999年（平成11年）2月：「ユンユン」を「米粉専家 yunyun」としてリニューアルオープン
- 2006年（平成18年）8月18日：「エイジアンカフェ」を「健民ダイニング」としてリニューアルオープン
- 2009年（平成21年）
  - 4月22日：「米粉専家 yunyun」を「チャイニーズ バール yunyun」にリニューアル
  - 11月10日：創業者で会長の高村健民が死去。
- 2010年（平成22年）3月：創業60周年を迎える。
- 2016年（平成28年）10月：健民ダイニング六本木店をオープン。
- 2017年（平成29年）
  - 2月：フジケンミンフーズ（株）設立（静岡県藤枝市）
  - 11月：神戸 南京町「YUNYUN」移転・リニューアルオープン。
- 2019年（平成31年）
  - 1月：ヴィッセル神戸のトップパートナーシップとなる。
  - 5月：新代表に高村祐輝が昇格。高村一成が代表取締役会長に就任。
  - 9月：YUNYUN大丸心斎橋店をオープン。
- 2020年（令和2年）1月：「ケンミン焼ビーフン」が「世界で最も長く販売されている焼ビーフンブランド（Longest-selling instant stir-fried rice noodle brand）」としてギネス世界記録に認定[1]。

## 主力業務
- 製造・販売
  - 乾物類
    - ビーフン各種
    - はるさめ
    - くずきり
- 加工・販売
  - 中国茶
- 冷凍食品
  - ビーフン各種
  - はるさめ
  - 点心
  - 中華ちまき

## テレビCM
長年にわたって金鳥のCM制作を手がける電通関西支社のクリエイティブ局長であった堀井博次の部下、田井中邦彦・石井達矢・山本良二・辻中達也らによって制作。1980年代にかけて盛んにテレビ放映されてきた。当時の代表的なCMに
- 薄気味悪い路地裏にしゃがんだ男児と女児が、「お母ちゃん、ケンミンの焼きビーフンにピーマン入れんといてやぁ。」とつぶやくだけの藤森玲子原画のアニメーションCM
- 老婆が流暢な中国語を話すCM
- 宮川大助・花子が奇妙な格好をして「ケンミンの、焼きビーフン」と言いながら裏通りを行進するCM
- 宮川大助が自宅にかかってきた電話をとると、受話器から「次のことを5人の人に伝えなさい。ケンケンミンミン 焼きビーフン」と告げられるだけで終わるCM

など、その不気味な内容が話題となった。CM内で商品に関する説明がいっさいないこと、また最後に商品映像のアップで終わるという内容のシュールさが反響を呼ぶ。一方でテレビCM放映中は同社やテレビ局に対し「子供が怖がる」など多数の苦情が寄せられたという。
2000年（平成12年）以降は知名度の安定化に伴い、放送頻度は以前より低下したが、独特の世界観やシュールさは維持されている。2010年（平成22年）にはケンミン焼きビーフン発売50周年を記念し、客の入らない中華料理店主に扮した岸部一徳が張り切るCMが放映された。その後、2015年（平成27年）の発売55周年記念で制作されたCMシリーズ（『ケンミン王国編』）にも岸部が出演している。

### 過去のCM出演者
- 越前屋俵太
- 宮川大助・花子
- 島田珠代
- 石橋蓮司
- 岸部一徳
- 田崎真也
- 松嶋尚美
- 大場久美子
- 宮路年雄（城南電機元社長）
- ベム、ベラ、ベロ（アニメ『妖怪人間ベム』の登場人物 - 1993年放映[3]）

ほか